# Romance (álbum de Fernando Otero)
Romance es un álbum del compositor, pianista y vocalista argentino Fernando Otero, grabado en Nueva York durante junio de 2012 y publicado por Soundbrush Records en marzo de 2013, en el cual presenta once composiciones para ensamble de cámara, vocales y solo piano. El trabajo discográfico define obras dentro del género clásico contemporáneo con evidencias de un punto de partida en la música de Buenos Aires.

## Contenido
Incluye tres piezas anteriormente grabadas por Fernando Otero en otros formatos - Manifestación , Piringundín De Almagro y Arbolitos-  y trabajos de nueva factura destinados a este álbum. Presenta momentos de lirismo como Luz Del Primer Día, Arbolitos y  En Contacto Permanente, esta última una elegía para su madre, la cantante Elsa Marval, quien falleciera poco tiempo antes de comenzar las grabaciones de ‘’Romance’’.
La actividad rítmica se hace presente en las milongas Piringundín de Almagro y Cancha de Bochas, con tempos rápidos y un requerido ajuste entre los ejecutantes. Música meditativa, nocturna y con halos de misterio aparece en Manifestación y el solo piano Criaturas De La Noche. Un aire de Medio Oriente denota el carácter de En La Tierra Sagrada , pieza compuesta por Otero pocos meses antes de comenzar la producción de Romance durante su gira por Asia Menor. 
Preludio 4 expone al pianismo de Fernando Otero, en un solo piano en el cual emerge su formación clásica e influencia de la música del período romántico. 
En ‘’Romance’’, Fernando Otero expone su pianismo con alusiones académicas como nunca en ningún otro álbum hasta el momento.
El programa concluye con ‘’Until The Dawn’’, que el compositor escribió letra y música especialmente para Josefina Scaglione

## Presentación y recepción
En el New York Times, el crítico musical Nate Chinen publicó en marzo de 2013: "Fernando Otero, el pianista y compositor de Buenos Aires, recientemente lanzó un álbum con clima nocturno bajo el sencillo pero connotativo título "Romance “ en Soundbrush Records . El concierto de presentación contará con ese material, que contiene la base habitual del tango, la improvisación propia del jazz, un marco clásico y de música de cámara, con una cohorte que incluye a las vocalista Maria Brodskaya, Kristin Norderval , el clarinetista Iván Barenboim , el violinista Nick Danielson y Lev Zhurbin en Viola, Adam Fisher en Violoncello y Pablo Aslan en Contrabajo."  El álbum fue presentado en el auditorio 92Y en la ciudad de Nueva York el 2 de marzo de 2013.

## Pistas
- ’Ojos Que Se Abren Brillantes
- ’Arbolitos
- ’Manifestación
- ’[Piringundin de Almagro
- ’En Contacto Permanente
- ’’Preludio 4
- ’Luz Del Primer Día
- ’En La Tierra Sagrada
- ’Criaturas De La Noche
- ’Cancha de Bochas
- ’Until The Dawn

Todas las Composiciones de Fernando Otero

## Músicos
- Fernando Otero (piano- melódica)
- Nick Danielson (Violín)
- Lev Zhurbin (Viola)
- Adam Fisher (Violoncelo)
- Iván Barenboim (Clarinete Soprano-Clarinete Bajo)
- Pablo Aslan (Contrabajo)
- Kristin Norderval (voz)
- Dana Hanchard (voz)
- Josefina Scaglione (voz)

## Créditos
- Técnico de grabación: Joe Marciano - Max Ross - Luis Bacque
- Técnico de mezcla: Max Ross
- Técnico de masterización: Jim Brick- Absolute Audio
- Arte: Mariano Gil
- ‘’'Notas sobre el álbum: Fernando González
- Foto tapa: Larophoto
- Productor artístico: Pablo Aslan
- Productor ejecutivo: Roger Davidson